# Szlak kajakowy Puszcza Zielonka

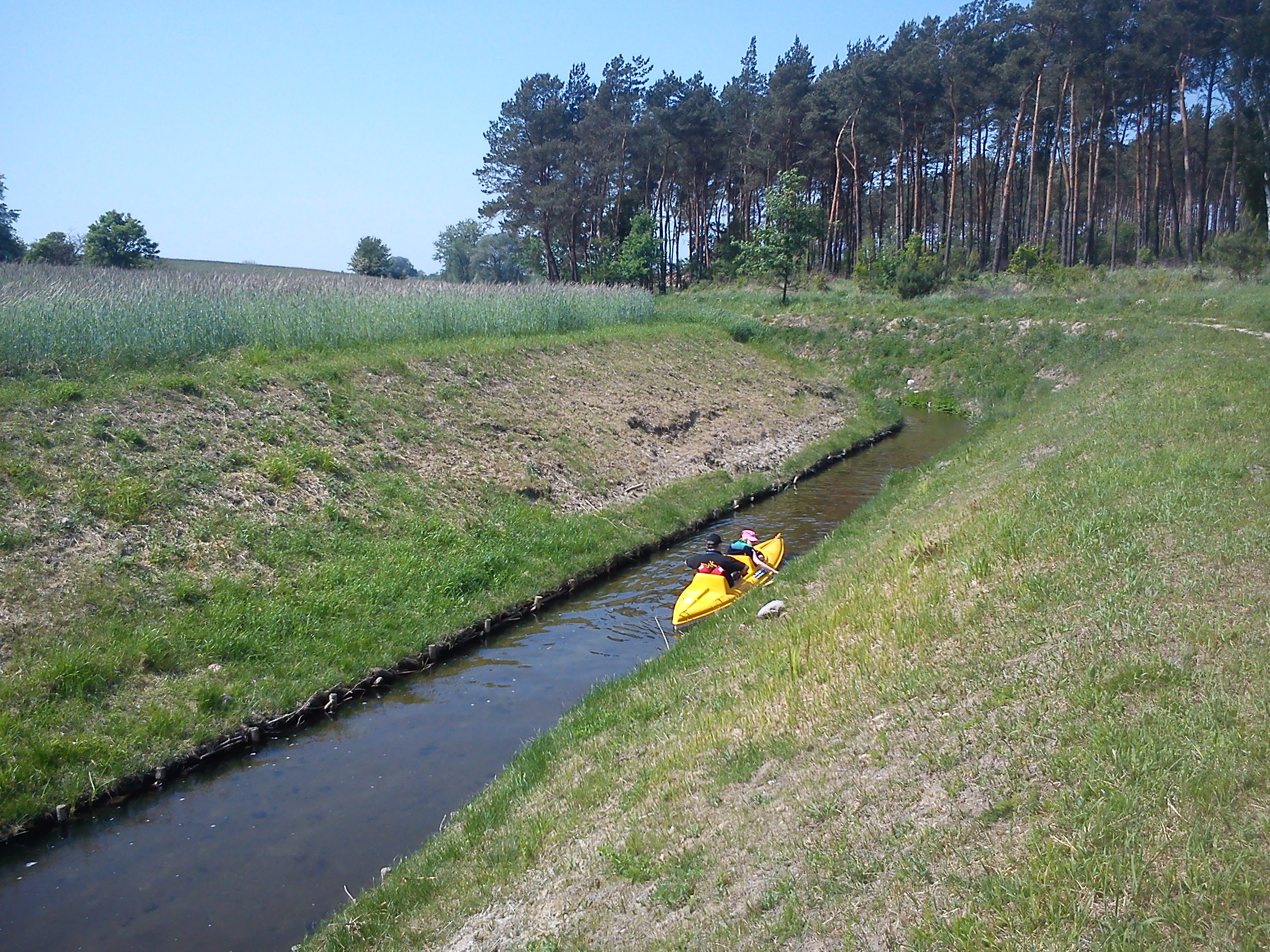
Jeden z nielicznych uregulowanych odcinków na Głównej

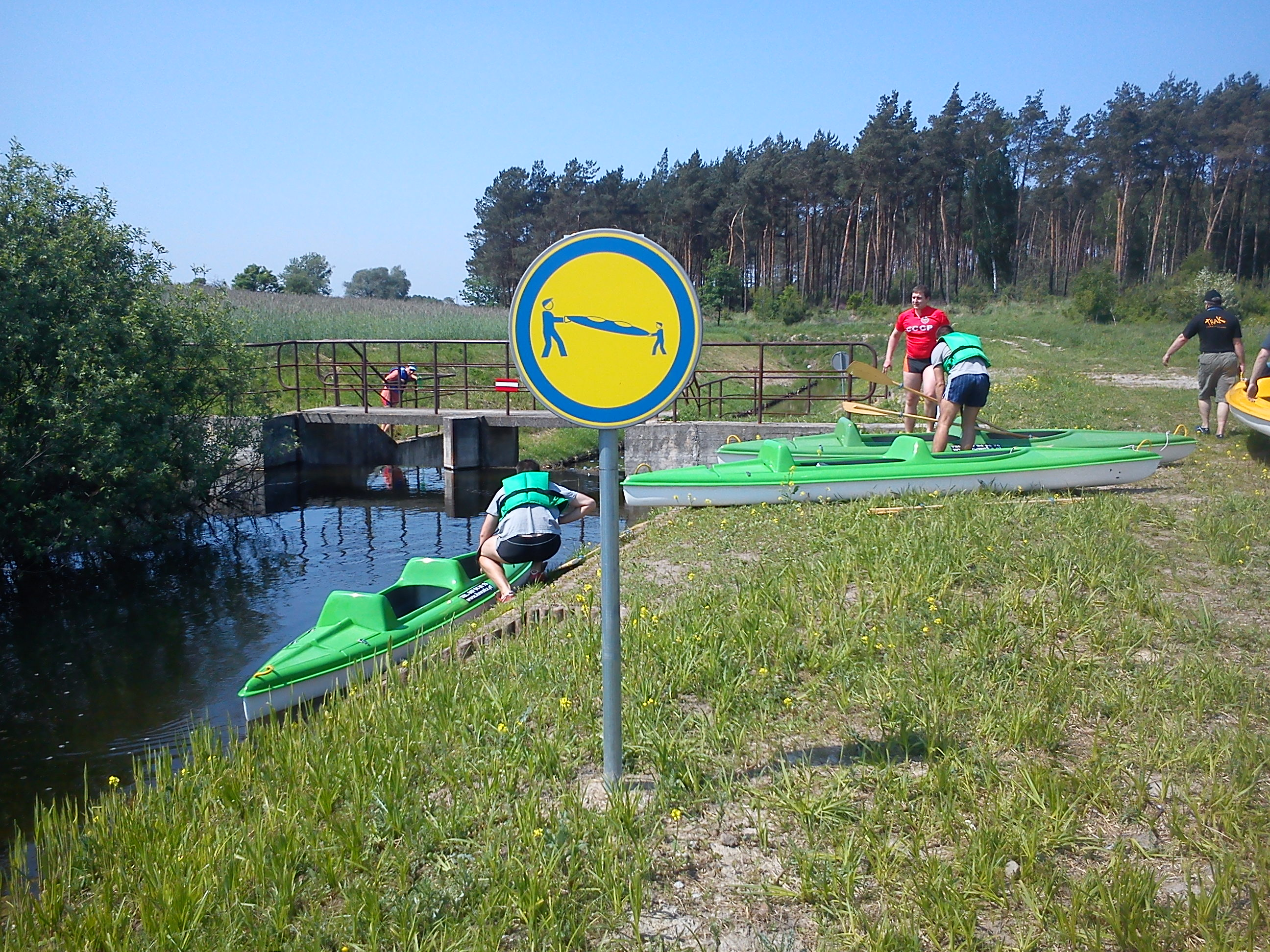
Przenoska na szlaku

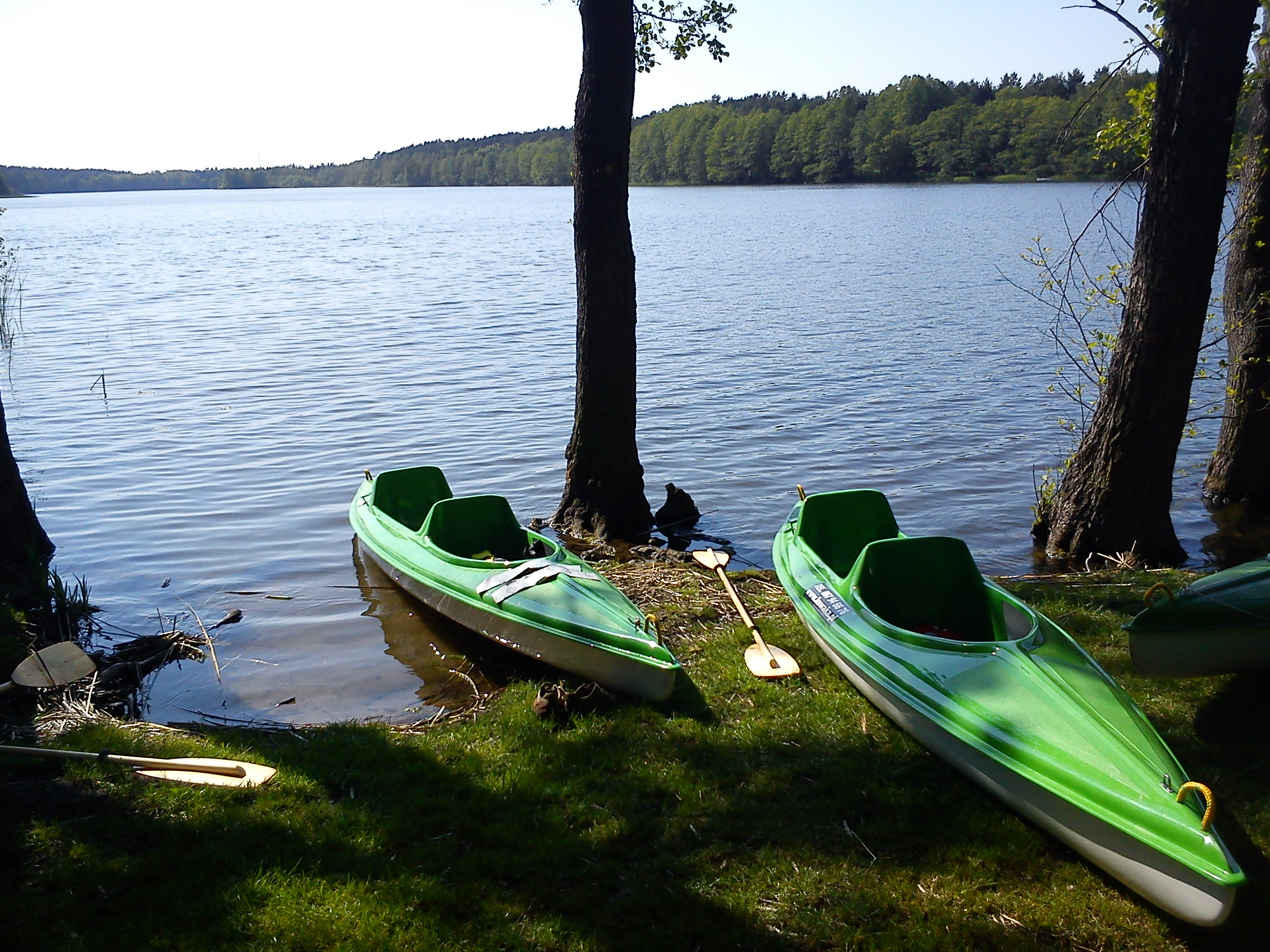
Jezioro Stęszewskie

Szlak kajakowy Puszcza Zielonka – szlak kajakowy wytyczony w Wielkopolsce, na terenie gminy Pobiedziska, w oparciu o rzeki: Główną i Strugę Wierzenicką. 

## Historia
Szlak otwarto 20 maja 2012. Został zbudowany kosztem 743.937,00 złotych (450.000,00 z funduszy unijnych). Pierwsze koncepcje i projekty budowy szlaku pojawiły się w pierwszej dekadzie XXI wieku. Następnie wykonano prace studialne i projektowe. Przeprowadzono roboty ziemne, stworzono umocnienia, zbudowano pola biwakowe, przenoski, kanały obiegowe, grodzie ziemne, tablice informacyjne i inne. Celem przedsięwzięcia była aktywizacja turystyczna otoczenia w oparciu o naturalne walory krajobrazowo-przyrodnicze południowej części Puszczy Zielonki. Beneficjentami szlaku są mieszkańcy aglomeracji poznańskiej, jako celu aktywnego wypoczynku weekendowego.

## Przebieg
Szlak liczy 11,3 km długości i prowadzi przez południową część Puszczy Zielonki, charakteryzującą się zróżnicowaną rzeźbą i obecnością wielu zbiorników wodnych. Z uwagi na znikomy prąd szlak pokonać można w obie strony bez większej różnicy w uciążliwości. Od strony Pobiedzisk zaczyna się on na Jeziorze Biezdruchowskim (wypożyczalnie sprzętu kajakowego). Potem przez około kilometr prowadzi rzeką Główną (z prądem), by na południe od Nadrożna, skręcić w Strugę Wierzenicką (pod prąd). Następnie przechodzi przez pięć jezior: Jerzyńskie, Wronczyńskie Małe i Wielkie, Stęszewskie i Kołatkowskie (te dwa ostatnie często uważa się za jedno, Stęszewsko-Kołatkowskie). Zakończenie szlaku zlokalizowano w Tucznie, gdzie istnieje także możliwość wypożyczania sprzętu kajakowego.

## Charakterystyka
Na trasie istnieje osiem łatwych, krótkich przenosek nad wąskimi przepustami i przez drogi lokalne. Przy przenoskach zbudowano przystanie do wodowania kajaków. Okresowo może występować niski stan wody, regulowany śluzami.

## Otoczenie
Przy szlaku zlokalizowane są zabytki architektury: drewniana dzwonnica i gorzelnia pofolwarczna (XIX wiek) we Wronczynie, dwór Maksymiliana Jackowskiego tamże oraz dwór w Jerzynie. Nad jeziorem Biezdruchowskim oraz w Tucznie i Wronczynku funkcjonują zorganizowane plaże nad jeziorami. Na prawie całej długości szlaku utrzymał się pas roślinności szuwarowej. Występują rośliny chronione, a także rzadkie płazy i ptaki.